# Río Curte
El río Curte, a veces río Curti, es un curso natural de agua que nace cerca de la frontera internacional de la Región de Antofagasta, en Chile, y fluye con dirección general noroeste hasta desembocar en el río Turicuna. Algunas veces se considera al Curti como el principal y al Turicuma como afluente.: 22 

## Trayecto
El río Curte nace en los Altos de Cablór que son la divisoria de las aguas con la cuenca del río Jauna, de la cuenca del salar de Atacama.: 127  y corre por una profunda quebrada para confluir después de un trayecto con el río Turicuna y desembocar sus aguas en el río Caspana que desemboca en el río Salado del Loa.: 128 

## Caudal y régimen
El río Curte tiene un caudal escaso y sus aguas son salobres.: 127 
La cuenca del río Loa tiene un régimen pluvial, es decir, los aumentos de caudal ocurren durante las intensas lluvias de verano que caen en la alta cordillera a consecuencia del llamado invierno altiplánico. Dichas lluvias se producen desde la segunda quincena de noviembre hasta la primera de marzo, pero no es un fenómeno que se repita regularmente.: 129 

## Historia
En Cerro Verde, ubicado en la confluencia del río Curte con el río Caspana, se encuentran los restos de una aldea inca con objetos datados en 1485 y 1575. En sus alrededores se encuentra arte rupestre y la función del poblado, además del dominio sobre la región, era la minería. Se encontraron lugares ceremoniales y albergues para peregrinos.: 22: 
Luis Risopatrón escribió en 1924 en su obra Diccionario Jeográfico de Chile sobre el río:: 195 
Curti (Río). De corto curso i caudal, corre hacia el NW. se junta con el Turicuna i afluye a la marjen E de la parte inferior del rio Caspana.